# Limenitis staudingeri
Limenitis staudingeri är en fjärilsart som beskrevs av Ribbe 1889. Limenitis staudingeri ingår i släktet Limenitis och familjen praktfjärilar. Inga underarter finns listade i Catalogue of Life.